# HD 125595
HD 125595 (HIP 70170) — звезда в созвездии Центавра примерно в 90 световых годах от Земли. Имеет 9-ю звездную величину и принадлежит к спектральному классу типа К.  Эта звезда меньше чем наше Солнце, но содержание газа в ней больше на 4 %. Звезда имеет, по крайней мере, одну планету.

## Физические характеристики
Звезда является желтым карликом с температурой около 4590 К. Её возраст не более чем 7.1 млрд. лет. Масса звезды равна 0.68 солнечной массы, а радиус — 0.78.

## Планетная система
В 2009 году на орбите была обнаружена экзопланета HD 125595 b. Планета — газовый гигант, по крайней мере в 14 раз превышает массу Земли.